# Brouchy
Brouchy – miejscowość i gmina we Francji, w regionie Hauts-de-France, w departamencie Somma.
Według danych na rok 1990 gminę zamieszkiwało 565 osób, a gęstość zaludnienia wynosiła 70 osób/km² (wśród 2293 gmin Pikardii Brouchy plasuje się na 441. miejscu pod względem liczby ludności, natomiast pod względem powierzchni na miejscu 602.).